# Ama (Aviatico)
Ama (Ama in dialetto bergamasco) è una frazione del comune di Aviatico, in provincia di Bergamo.

## Geografia fisica

### Territorio

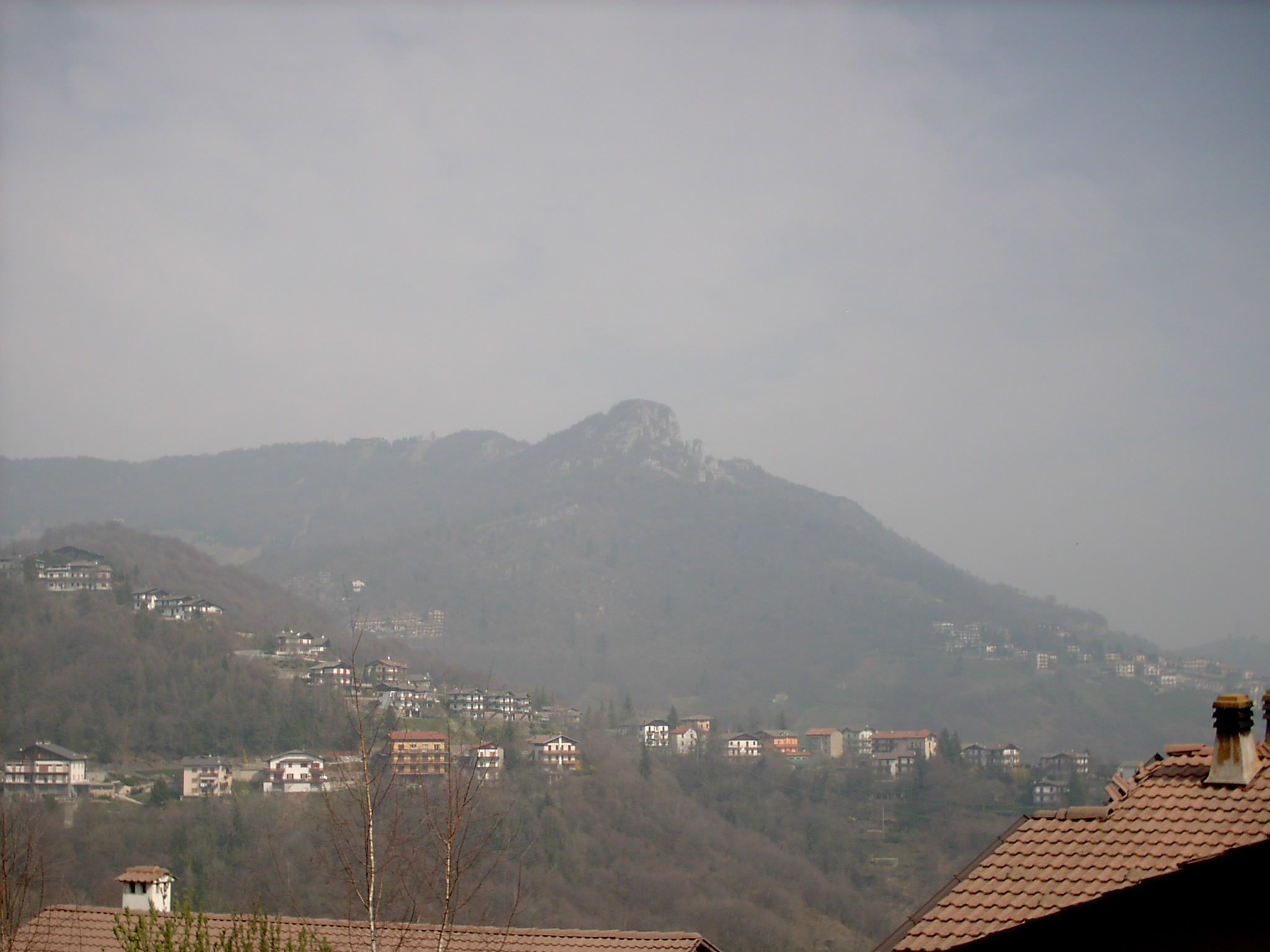
Vista della zona di Piano Ama, con la Cornagera sullo sfondo

La frazione di Ama occupa la parte occidentale del territorio comunale di Aviatico, ad un'altezza di circa 920 m s.l.m.
Si trova in posizione altamente panoramica sul sottostante paese di Albino, ma anche sulla media val Seriana e sulla pianura bergamasca.
Il nucleo abitativo è suddiviso in piccole contrade, alcune ormai fuse tra loro con soluzione di continuità, quali Chiesa, Vallogno ad est, Poggio ad Ovest, Piano sul pianoro alla sommità del monte Nigromo e Pradale (o Predale), antico borgo rustico ormai disabitato situato più a valle, all'altezza di Amora bassa.
Il suo territorio censuario, orograficamente incluso nella val Seriana, è delimitato a Nord dalla località Cantul e quindi dal capoluogo Aviatico, ad Ovest dal monte Nigromo e dal comune di Selvino, ad Est dall'altra frazione di Amora, mentre a Sud dalla località Pradale, posta a monte delle località di Belloloco e Petello, incluse nella frazione di Bondo Petello, nel comune di Albino.
La rete viaria è molto semplice ed è composta da una sola strada che la collega a Selvino a ponente e ad Amora a levante.
Vi sono inoltre numerosi sentieri e mulattiere, molto utilizzati nei secoli scorsi, che collegano il paese coi centri vicini quali Aviatico, Amora e Comenduno e le località Pradale e Petello.
Per ciò che concerne l'idrografia non sono molti i corsi d'acqua che bagnano il territorio: per lo più si tratta di piccoli torrenti che prendono vita a valle dell'abitato e che si gonfiano solo in seguito ad abbondanti piogge e che raccolgono le acque in eccesso provenienti dai monti circostanti. Il principale è il Valgua, che scorre nell'omonima valle tra forre e precipizi, che si unisce al torrente Albina nei pressi di Bondo Petello.

## Storia

La chiesa del Ss. Salvatore e della Trasfigurazione

Poche sono le informazioni riguardanti questo piccolo borgo montano.
Da sempre posto in una posizione defilata, Ama non ha mai vissuto sul proprio territorio episodi storici di rilievo, "subendo" le trasformazioni politiche che avvenivano nel resto della provincia o della regione.
Tra i primi documenti storici che riguardano la zona, vi è quello datato 957, nel quale l'imperatore Ottone II di Sassonia assegnava in feudo la valle Seriana al vescovo di Bergamo.
In quei tempi la zona di Ama era praticamente disabitata, utilizzata come sosta da pastori nomadi che agivano tra le valli Seriana e Brembana, i quali solevano rifugiarsi nella fitta boscaglia che ricopriva il territorio, al fine di proteggere le greggi da razzie perpetrate da briganti presenti nella zona.
Per quanto riguarda l'origine del nucleo abitativo, una leggenda vuole che questo sia stato formato da alcuni residenti del borgo di Aviatico che nell'anno 999 abbandonarono le loro abitazioni per stanziarsi in luoghi più riparati per via della grande paura derivante dall'avvento dell'anno 1000.
Tuttavia pare che, se non la fondazione, quantomeno il definitivo sviluppo del borgo, avvenne durante l'ondata di peste che si scatenò nel XIV secolo. Anche in quel periodo gli abitanti dei vicini borghi, per sfuggire al morbo abbandonarono i luoghi abitati per rifugiarsi in località isolate. Tra queste vi era appunto Ama, che da quel periodo cominciò a svilupparsi, grazie soprattutto all'opera di disboscamento, che permise lo sfruttamento dei pascoli per l'allevamento bovino, caprino ed ovino.
Quest'ultima attività permise inoltre lo svilupparsi dei commerci, in quanto la lana prodotta veniva venduta alle industrie della val Gandino e della bassa val Seriana.
A livello amministrativo, in epoca tardo-medievale, il borgo venne incluso nelle competenze territoriali dell'entità denominata Comune Maggiore di Albino, comprendente numerosi centri del fondovalle, che poteva gestirne i terreni per uso comune.

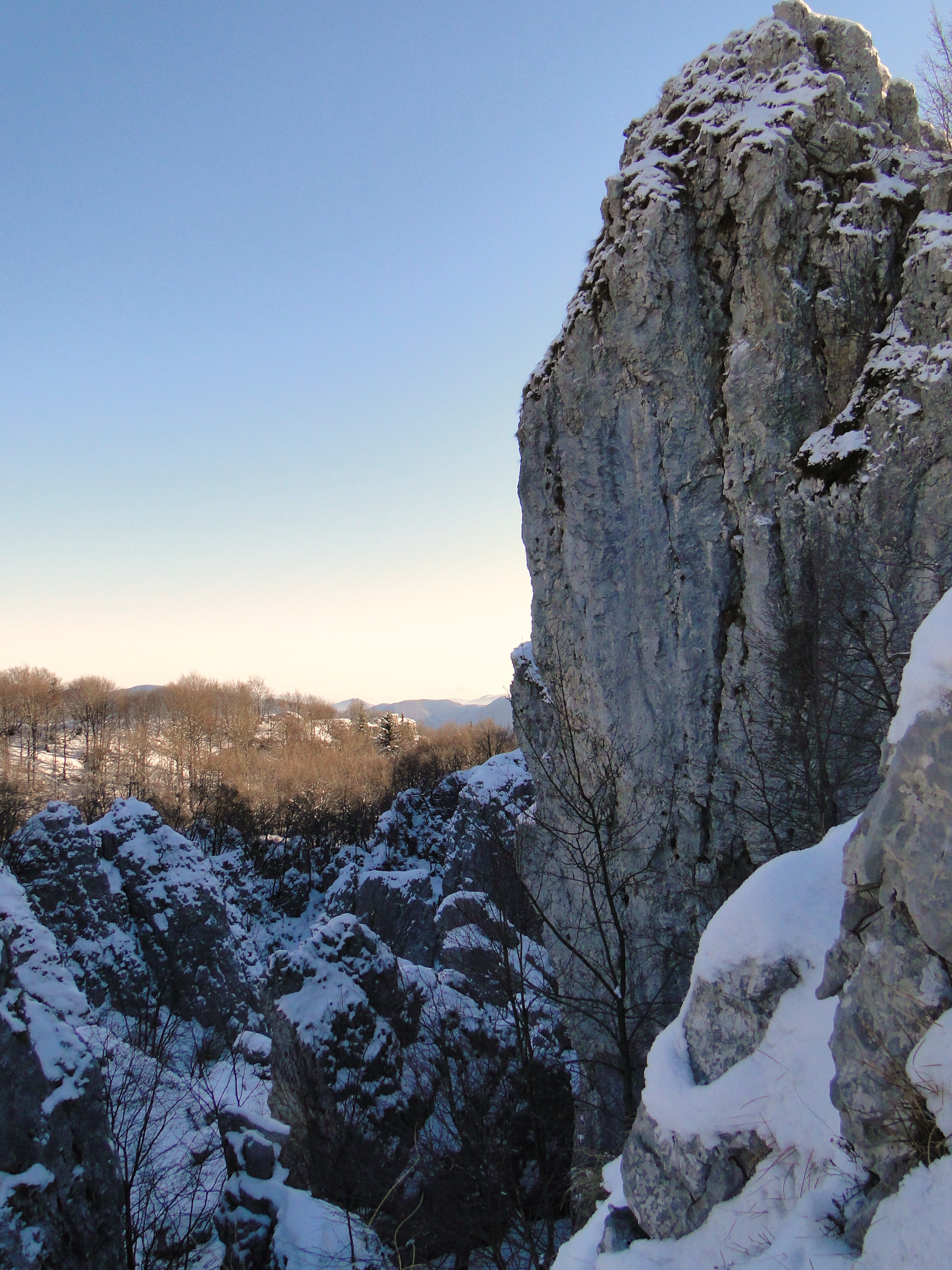
I torrioni della Cornagera, che sovrasta l’abitato di Ama

Nel corso del XIV secolo anche questo borgo isolato fu interessato dalle lotte fratricide tra guelfi e ghibellini. Difatti il 26 maggio 1344, poco a monte del nucleo abitativo, si verificò una cruenta battaglia tra i reggenti delle comunità di Selvino ed Aviatico. Durante gli scontri in cui vennero distrutte abitazioni ed uccise numerose persone, tra cui "Antonio Cantulus", capo della comunità di Aviatico. Il luogo dove si svolsero gli eventi prese il nome da quella stessa persona, tanto che ancora oggi la località è nota con il nome "Cantul".
In seguito a questo gli abitanti decisero quindi di dotarsi di una struttura difensiva, dotata anche di una torre, che venne edificata verso il 1370 presso il colle Botto, in posizione dominante sulla frazione di Ama.
Nel 1427, mentre numerose comunità della provincia di Bergamo chiesero aiuto alla Repubblica di Venezia, gli abitanti di Ama mantennero invece neutralità e sottomissione agli eventi, condizione ribadita anche nei confronti delle successive dominazioni francese, con la Repubblica Cisalpina, ed austriaca, con il Regno Lombardo-Veneto.
Un violento scossone alla tranquillità della popolazione venne dalla violenta epidemia di peste di manzoniana memoria, che tra il 1629 ed il 1631 ridusse notevolmente il numero degli abitanti.
In ambito amministrativo, il 6 luglio 1653 si svincolò dal comune di Albino ed ottenne lo status di contrada esterna, denominata Ama con Amora e Pradale, del Comune Maggiore di Albino.
Lo status di contrada esterna diede tuttavia qualche problema di interpretazione dal momento che in documenti del XVIII secolo i tre borghi vengono indicati talvolta come autonomi, talvolta come assoggettati ad Albino.
Nel corso del XVIII secolo le condizioni migliorarono, e con esse anche il numero degli abitanti, tanto che la comunità sentì l'esigenza di dotarsi di luogo di culto che potesse soddisfare alle nuove esigenze. Fu così che venne ampliata e ristrutturata la medievale cappelletta dedicata a Maria Vergine, fino a farla diventare una chiesa che, intitolata a san Salvatore Trasfigurato, arrivò a richiedere il distaccamento dalla prepositurale di Albino ed ottenere, nel 1794, l'elevazione al rango di parrocchiale.
Con l'avvento della napoleonica Repubblica Cisalpina si verificarono una serie di riorganizzazioni territoriali, la prima delle quali, avvenuta nel 1798 portò Ama nei confini di Aviatico, salvo poi essere inglobata nuovamente in quelli di Albino a partire dal 1809.
Il successivo cambio di dominazione, avvenuto nel 1816, inserì la zona tra le dipendenze dell'austriaco Regno Lombardo-Veneto, che decise l'accorpamento di Ama con Aviatico, in quella che è l'attuale configurazione territoriale.
I decenni seguenti, con il paese che nel 1859 entrò a far parte del Regno d'Italia, non videro episodi di rilievo, con gli abitanti (124 nel 1861), dediti a condurre una vita umile ma dignitosa, che tuttavia spesso obbligava a scegliere la via dell'emigrazione sia nei paesi del fondovalle, più appetibili dal punto di vista dei servizi offerti e delle opportunità professionali, sia all'estero.
A partire dalla seconda metà del XX secolo Ama fu al centro di un forte sviluppo edilizio, con la costruzione di numerose case di villeggiatura, specialmente nella zona Piano Ama, permesso dall'industria del turismo trainato dalla vicinanza di importanti realtà quali Selvino ed Aviatico.
Durante il periodo estivo, in particolare nel mese di agosto, il paese si anima di villeggianti e Ama diventa uno dei luoghi di riferimento per l'intero altopiano di Selvino-Aviatico. Numerose sono infatti le attività ricreative organizzate dallo storico gruppo degli "Amici di Ama", che ormai da decenni organizza eventi di intrattenimento che contribuiscono, unitamente alla bellezza del territorio, a fare di questa piccola frazione una meta ideale per trascorrere un periodo di ferie all'insegna del relax e del divertimento.

## Etimologia
Incerte sono le origini del nome. L'unica certezza, che vede concordi quasi tutti i vari storici, è che l'etimo sia riconducibile alla stessa matrice presente nel nome del vicino borgo di Amora. A tal riguardo lo storico Antonio Tiraboschi lo farebbe derivare da Dimora, in quanto originariamente nei due luoghi erano presenti alcune capanne utilizzate appunto come dimora dai pastori nomadi, nelle quali si insediarono i primi abitanti. Da "Dimora" si passò quindi a "Damora", contratto fino all'attuale Ama. Sulla stessa lunghezza d'onda anche il Rosa, altro storico locale, che ipotizza una derivazione dal celtico "ham" (abitazione). Differente teoria quella perorata da Umberto Zanetti, il quale teorizza che l'origine sia derivata dal lemma di origine mediterraneo "ama", indicante una puntura di cespugli spinosi.
Poco credibile è invece la teoria offerta dal Bonzano, secondo cui l'etimo sarebbe da ricondurre ad "amaca", poi abbreviato in "Ama", letto pensile collocato tra gli alberi utilizzato in tempo medievale da alcuni pastori per riposare.

## Luoghi d'interesse
La frazione offre una condizione climatica molto favorevole, soprattutto nel periodo estivo, periodo in cui si può godere di temperature più miti rispetto al fondovalle. Inoltre vi sono numerose opportunità per chi volesse passare un po' di tempo immerso nella natura, con sentieri che si snodano nei boschi circostanti.
Il principale è quello che, contrassegnato con il segnavia del CAI numero 537, lo collega con Amora e scende verso le località di Petello (con l'omonimo santuario) e Comenduno, frazione di Albino.

### Chiesa del Ss. Salvatore e della Trasfigurazione
In ambito architettonico, degna di nota è la chiesa dedicata alla Trasfigurazione ed al santo Salvatore. 
Sul sito è precedentemente testimoniata la presenza di piccola cappelletta dedicata al Santissimo Salvatore almeno dal 1691, con successiva ricostruzione nel 1714. La chiesa venne riedificata nella seconda parte del XVIII secolo con decreto del vescovo Gian Paolo Dolfin, come parte della divisione della parrocchia di Albino. La sua autonomia parrocchiale si protrasse dal 1794 al 1986, anno in cui a seguito del decreto ministeriale fu aggregata, insieme alle parrocchie di Amora e Ganda, alla parrocchia di Aviatico.
Nel 1910 la chiesa subì un ampliamento e nel 1914 il vescovo di Bergamo Giacomo Maria Radini Tedeschi (1905-1914) la consacrò con l'antico titolo della Trasfigurazione di Nostro Signore Gesù Cristo.La facciata presenta un ordine unico, con quattro colonne e un timpano con la data in numeri romani della prima ristrutturazione: MDCXCI. L'interno della chiesa venne ristrutturato alla fine degli anni '60 del XX secolo ad opera dei fratelli Taragni e dei marmisti della ditta Camillo Remuzzi. Internamente si trovano opere di buon pregio, tra le quali spiccano il Battesimo di Gesù al fonte battesimale e l'Immacolata nella medaglia centrale della volta della chiesa e la Trasfigurazione sul presbiterio opere realizzate nel 1958 da Luigi Arzuffi, nonché la statua in legno della Madonna delle convulsioni. Risulta di particolare interesse anche il polittico a tempera collocato nel vano absidale ed opera del pittore cinquecentesco Giovanni di Giacomo Gavasio: al centro è rappresentata la scena della Trasfigurazione; ai lati sono rappresentati, su due ordini, i Santi Bernardo e Giuseppe e le sante Caterina d'Alessandria e Lucia; nella predella figurano tredici busti di Santi e delle Vergine. Da ricordare l'ottocentesco organo della chiesa, opera di Adeodato Bossi (1806-1891) e il campanile composto da cinque campane, consacrato nel 1896 e reintegrato nel 1950.